# 贝马廷根
贝马廷根是德国巴登-符腾堡州的一个市镇。总面积15.45平方公里，总人口3866人，其中男性1922人，女性1944人（2011年12月31日），人口密度250人/平方公里。